# Erimanto

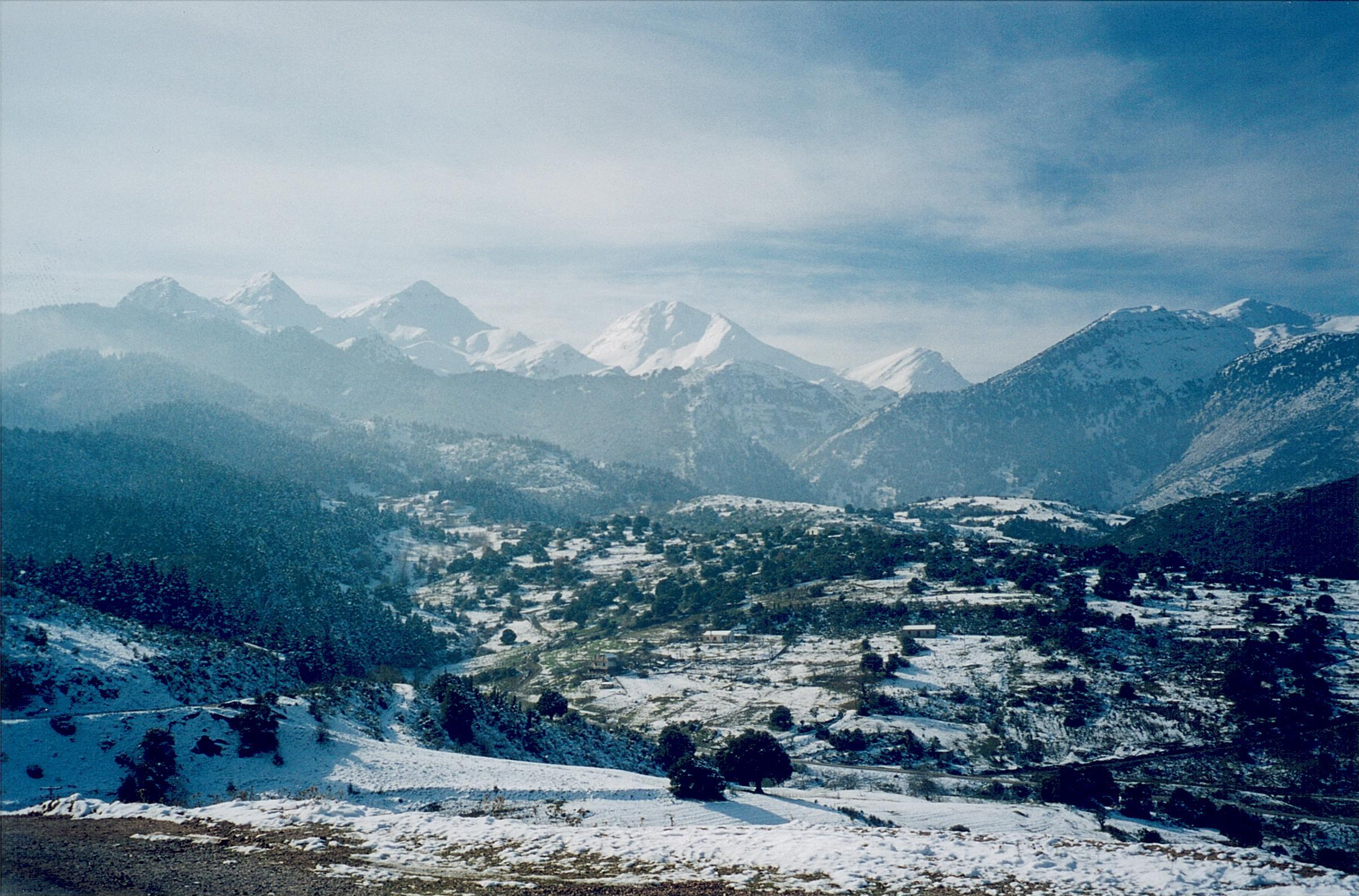
O monte Erimanto coberto de neve.

Erimanto (em grego em grego:  Ερύμανθος, em latim: Erymanthus) é uma montanha da Aqueia, na Grécia, historicamente pertencente à região da Arcádia. Com uma altitude de 2224 metros, é a quarta maior montanha da península do Peloponeso.

Na mitologia grega, foi o cenário do quarto dos famosos doze trabalhos de Hércules, que recebeu a tarefa de libertar a região do monstruoso javali de Erimanto, que foi capturado vivo por Héracles.